# Nectophrynoides asperginis
Nectophrynoides asperginis (anglicky: Kihansi Spray Toad) je druh žáby z rodu Nectophrynoides z čeledi ropuchovitých. Poprvé byl objeven v roce 1996 a jde o endemitní druh, jehož výskyt byl v minulosti lokalizován na pohoří Udzungwa v Tanzanii. V roce 2009 byl status druhu změně z kriticky ohroženého na v přírodě vyhynulý. Masivní pokles populace byl způsoben výstavbou přehrady na řece Kihansi, která značně ovlivnila habitat tohoto druhu. V srpnu 2010 bylo sto žab přepraveno z newyorské zoologické zahrady do Tanzanie, kde by měly být vypuštěny do svého přirozeného prostředí na území o rozloze 0,02 km2.